# Odesza
Odesza (cách điệu là ODESZA) là một bộ đôi nhạc điện tử người Mỹ đến từ Seattle gồm Harrison Mills (CatacombKid) và Clayton Knight (BeachesBeaches). Ban nhạc được thành lập năm 2012 một thời gian ngắn trước khi Mills và Kinght tốt nghiệp đại học Western Washington. Album đầu tay của họ, Summer's Gone phát hành năm 2012 được nhiều lời khen từ cộng đồng nhạc điện tử underground. Theo sau Summer's Gone là EP đầu tiên của họ, My Friends Never Die, năm 2013 và album thứ 2, In Return năm 2014. Ban nhạc phát hành In Return phiên bản cao cấp ngày 18 tháng 9 năm 2015 thông qua hãng thu âm Counter Records, là một bản mở rộng của album gốc thêm vào ba bản thu trực tiếp với sự xuất hiện của kèn cor, nhiều nhạc cụ khác và bài hát mới "Light". Ngày 7 tháng 12 năm 2015, ODESZA's "Say My Name (RAC Remix)" được đề cử giải Grammy cho hạng mục "Bài hát phối lại hay nhất".

## Danh sách đĩa nhạc

### Album phòng thu
| Năm  | Chi tiết                                                       |
| ---- | -------------------------------------------------------------- |
| 2012 | Summer's Gone - Phát hành: 2 tháng 12 năm 2012                 |
| 2014 | In Return - Phát hành: 9 tháng 9 năm 2014                      |
| 2015 | In Return (phiên bản cao cấp) - Phát hành: 18 tháng 8 năm 2015 |

### Đĩa mở rộng
| Năm  | Chi tiết                                              |
| ---- | ----------------------------------------------------- |
| 2013 | My Friends Never Die - Phát hành: 17 tháng 9 năm 2013 |

### Album phối lại
| Năm  | Chi tiết                                                       |
| ---- | -------------------------------------------------------------- |
| 2013 | My Friends Never Die Remixes - Phát hành: 12 tháng 11 năm 2013 |
| 2014 | Say My Name Remixes - Phát hành: 10 tháng 10 năm 2014          |
| 2015 | All We Need Remixes - Phát hành: 16 tháng 12 năm 2015          |

### Đĩa đơn
| Năm  | Chi tiết                                                              |
| ---- | --------------------------------------------------------------------- |
| 2015 | "Light" (hợp tác cùng Little Dragon) - Phát hành: 18 tháng 8 năm 2015 |

### Bản phối
| Năm  | Chi tiết                                                                                      | Bài hát                                                             |
| ---- | --------------------------------------------------------------------------------------------- | ------------------------------------------------------------------- |
| 2012 | The Palace Garden - Beat Connection - Phát hành: 25 tháng 4 năm 2013                          | "Saola" (ODESZA Remix)                                              |
| 2013 | Don't Talk To (EP) - Rac - Phát hành: 30 tháng 9 năm 2013                                     | RAC - "We Belong" hợp tác cùng Katie Herzig (ODESZA Remix)          |
| 2013 | A Color Map of the Sun – Remixes - Pretty Lights - Phát hành: 10 tháng 12 năm 2013            | "One Day They'll Know" (ODESZA Remix)                               |
| 2014 | Divergent: Original Motion Picture Soundtrack - Pretty Lights - Phát hành: 3 tháng 3 năm 2014 | "Lost and Found" (ODESZA Remix)                                     |
| 2014 | KITTY HAWK (phiên bản cao cấp) - Ki: Theory - Phát hành: 8 tháng 4 năm 2014                   | "Open Wound" (ODESZA Remix)                                         |
| 2014 | Faded – The Remixes - Zhu - Phát hành: 29 tháng 6 năm 2014                                    | "Faded" (ODESZA Remix)                                              |
| 2014 | "Waited 4 U" - Slow Magic - Phát hành: 12 tháng 11 năm 2014                                   | "Waited 4 U" (ODESZA Remix)                                         |
| 2014 | "Big Girls Cry" - Sia - Phát hành: 5 tháng 12 năm 2014                                        | "Big Girls Cry" (ODESZA Remix)                                      |
| 2015 | "Eve II" - Emancipator - Phát hành: 7 tháng 7 năm 2015                                        | Emancipator - "Eve II" (ODESZA Remix)                               |
| 2015 | "Something About You" - Hayden James - Phát hành: 27 tháng 7 năm 2015                         | Hayden James - "Something About You" (ODESZA Remix)                 |
| 2015 | "Divinity" - Porter Robinson - Phát hành: 21 tháng 9 năm 2015                                 | Porter Robinson - "Divinity" hợp tác cùng Amy Millan (ODESZA Remix) |